# 何豊林
何 豊林（か ほうりん、1873年〈同治12年〉 - 没年不明）は、清末民初の軍人。字は茂如。北京政府では安徽派・奉天派と目される。中華民国臨時政府にも参与した。

## 事績
北洋武備学堂卒業後、新建陸軍に加入し、清末には第4鎮第8協第15標標統まで昇進した。1912年（民国元年）5月、第4鎮第8協協統に昇進する。翌1913年（民国2年）9月14日、陸軍中将銜を授与された。同年11月29日に第4師第7旅旅長に任命され、翌月19日には同師第8旅旅長に移る。袁世凱が皇帝に即位した際には、1915年（民国4年）12月23日に三等男として特封され、翌1916年（民国5年）4月24日、陸軍中将位を授与された。
袁世凱死後、何豊林は安徽派の盧永祥配下となる。1917年（民国6年）12月30日 、浙江省甯台鎮守使に任命された。1920年（民国9年）6月23日、陸軍第6混成旅旅長に任命され、7月2日に松滬鎮守使を兼任した（12月3日、松滬護軍使となる）。1922年（民国11年）1月25日、陸軍上将銜を授与されている。1924年（民国13年）、江浙戦争では浙滬聯軍第1軍司令として戦ったが、盧の敗北と共に下野し、大連に逃れた。
その後、何豊林は奉天派に加わる。張作霖が大元帥となると、1927年（民国16年）6月20日に何は軍事総長に特任され、さらに安国軍模範軍団総司令に任じられた。なお1927年（民国16年）4月には、軍事特別法廷裁判長として李大釗に絞首刑を宣告している。北京政府が崩壊した後には、何も辞任して東北に逃れた。
1931年（民国20年）、張学良の下で東北辺防軍司令長官公署首席参議に任じられている。1936年（民国25年）12月12日、国民政府から陸軍中将に任命された。
北京で中華民国臨時政府が成立すると、何豊林もこれに参与し、陸軍上将の位を授与された。1938年（民国27年）1月8日、臨時政府侍衛長に特派された。
以後、何豊林の行方は不詳である。

## 注
1. 1 2 3 4  徐主編（2007）、682頁。
2. 1 2 3 4  来ほか（2000）、1133頁。
3. 1 2 3 4  中華民国政府官職資料庫「姓名：何豐林」
4. ↑  臨時政府令、民国27年1月8日（『政府公報』第1号、臨時政府行政委員会公報処、民国27年1月17日、19頁）。
5. ↑  山東省情網によると「1935年（民国24年）、死去。翌年、陸軍中将銜を追贈された。」とあるが、誤り。徐主編（2007）、682頁と来ほか（2000）、1133頁によると、何豊林は1938年（民国27年）に華北政務委員会武官長の地位に就いたとされる。しかし、この当時に華北政務委員会は存在していないため（汪兆銘政権の機関であり、1940年3月に成立）、この記述も誤りである。